# Pena (Calvos de Sobrecamino)
Pena (en gallego y oficialmente, A Pena) es una aldea española situada en la parroquia de Calvos de Sobrecamino, del municipio de Arzúa, en la provincia de La Coruña, Galicia.

## Demografía
| Gráfica de evolución demográfica de Pena entre 2000 y 2018 |
|                                                            |
| Datos según el nomenclátor publicado por el INE.           |